# Jeannette Batti
Jeannette Batti (eigentlich Henriette Eugénie Genot, * 6. September 1921 in Marseille; † 10. Februar 2011 in Courbevoie) war eine französische Schauspielerin.

## Leben
Batti debütierte kurz nach dem Zweiten Weltkrieg im Kino; Le roi des resquilleurs war der erste Film ihrer bis 1957 intensiven und dann bis 1983 noch gelegentlichen Leinwandpräsenz in über 40 Rollen in oftmals leichten Stoffen. Gelegentlich spielte sie auch Theater; zu Ende der 1940er und Beginn der 1950er Jahre gerne in Operetten.
Häufig war Batti an der Seite ihres Ehemannes Henri Génès zu sehen, den sie 1948 beim Theaterspielen kennengelernt hatte und mit dem sie bis zu seinem Tod 2005 verheiratet war.

## Filmografie (Auswahl)
- 1945: König der Nassauer (Le roi des resquilleurs)
- 1956: Zwei Mann, ein Schwein und die Nacht von Paris (La traversée de Paris)
- 1963: Die Flußpiraten vom Mississippi
- 1983: Maigret (Les Enquêtes du commissaire Maigret, Folge La tête d'un homme) (Fernsehserie)